# Кашунка
Кашунка (рум. Cașunca) — село у Флорештському районі Молдови. Утворює окрему комуну.

## Населення
За даними перепису населення 2004 року у селі проживали 2003 особи.
Національний склад населення села:
| Національність   | Кількість осіб | Відсоток     |
| ---------------- | -------------- | ------------ |
| молдавани румуни | 1993 1         | 99,5% < 0,1% |
| українці         | 6              | 0,3%         |
| росіяни          | 3              | 0,1%         |
| Всього           | 2003           | 100%         |